# Schwartzkopffstraße (métro de Berlin)
Schwartzkopffstrasse est une station de la ligne 6 du métro de Berlin, dans le quartier de Mitte.

## Géographie
La station se trouve dans la Chausseestraße, à hauteur de la Schwartzkopffstraße.

## Histoire
La construction commence en 1913 et est interrompue par la Première Guerre mondiale. Les travaux reprennent en 1919, la station ouvre en 1923.
D'avril à juillet 1945, la station est fermée en raison de dommages de la guerre. Le 9 avril 1951, elle prend le nom de Walter-Ulbricht-Stadion, en 1973 Stadion der Weltjugend et depuis 1991 de nouveau Schwartzkopffstraße. Au temps du mur de Berlin, la station est une station fantôme. En 1993, la station est réhabilitée.

## Correspondances
La station de métro a des correspondances avec des lignes de la S-Bahn.